# Mobile Station

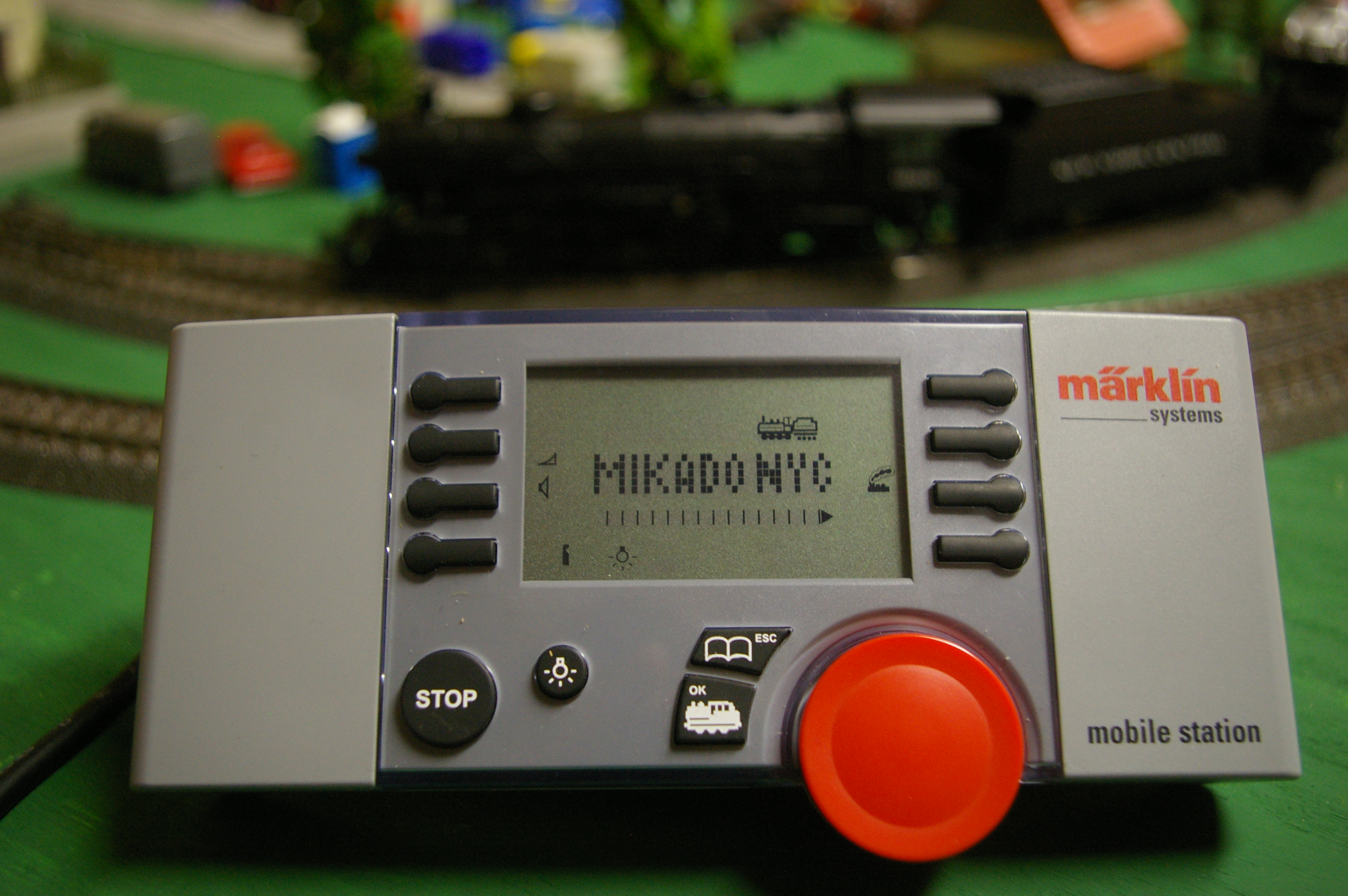
Märklin Mobile Station

Mobile Station är en styrenhet för modelljärnvägar. Mobile Station ingår i Märklin /systems och kan använda både fristående och tillsammans med Central Station. Den hanterar protokollen Motorola II och DCC system. Lok med mfx-dekoder registrerar sig automatiskt i Mobile Station, medan övriga Märklinlok väljs ur en inbyggd databas. Man kan även välja lok efter digitaladress och redigera dem manuellt. 
Mobile Station har en display med ikoner för 8 funktioner + belysning (max 4 tillgängliga i Motorola II) och 8 knappar som är kopplade till funktionerna. Det finns också ett vridreglage för att styra hastighet och välja lok från de inbyggda menyerna. Däremot finns inga funktioner för att styra tillbehör.
Enheten kopplas in till modelljärnvägen via en speciell anslutningsskena eller kopplingsbox. Där finns uttag för transformator (AC eller DC) och ett uttag för en extra Mobile Station via adapter. Strömmatningen går via den handhållna enheten och sedan tillbaka till spåret. Om två enheter används, är den ena bara "slavenhet" och signalerna skickas via den andra enheten. Systemet är inte utformat för att använda booster, även om det går att koppla in en sådan genom att modifiera anslutningarna.
Uhlenbrock tillverkar en adapter för att ansluta Mobile Station till LocoNet. Den kan på så vis användas som extra körkontroll till en Intellibox eller annan centralenhet som har anslutning till LocoNet. När adaptern används, förlorar Mobile Station möjligheten att kommunicera med mfx-dekodrar, utan är hänvisad till att använda Motorola lokadresser. I gengäld får man möjlighet att använda den även för att styra tillbehör - om man har Intellibox som centralenhet och programmerar den att översätta kommandon på rätt sätt.
Mobile Station 2 är en nyare version. Den kan även styra lok med DCC-dekoder och tillbehör med MM- eller DCC-protokoll. Precis som tidigare finns 8 funktionsknappar, men med hjälp av en SHIFT-tangent kan 12 funktioner styras (för DCC). Grafiken kan i denna version visas vid vilken funktionsknapp som helst, och är anpassningsbar till lokets funktioner. I enhetens minne kan 10 lok lagras och dessutom finns en kortläsare där ett minneskort kan placeras som innehåller data för ett lok. Loklistan kan uppdateras via Central Station 2/3. 
Systemarkitekturen har förändrats så att MS2 inte längre innehåller någon förstärkare. Den sitter i stället i anslutningsboxen, dit 2 st Mobile Station kan kopplas. Det gör att MS2 inte kan kopplas ihop med den tidigare Mobile Station. Däremot kan båda användas som extra handkontroll till Central Station 2. Mobile Station 2 säljs som en del av Märklin Digital. I samband med att Central Station 3 lanserades kom även Mobile Station i svart färg men med samma funktion som Mobile Station 2.